# Спурн
Мис Спурн (англ. Spurn Point або Spurn Head) — вузький піщаний півострів на кінці Східного райдінга Йоркшира, Англія, що видається в Північне море і формує північний берег затоки Хамбер. Близько 5 км завдовжки, біля половини довжини затоки, та 45 м завширшки в найвужчому місці. В найпівденнішій точці розташована морська рятувальна станція і маяк, що більше не використовується. Півострів є частиною приходу Ізінгтон. Площа півострова близько 113 га, протяжність берегової лінії 1,81 км. З 1960 року півострів належить Йоркшірському трасту дикої природи і є Національний природним резервом. Найпівденніша вершина відома як Спарн Хед або Спарн Пойнт і до початку 2023 року була домом для рятувальної шлюпки RNLI та двох занедбаних маяків.